# Arrone (fiume)
L'Arrone è un fiume del Lazio; scorre nella provincia di Roma, è lungo 35 chilometri, nasce nella parte sud-orientale del lago di Bracciano ad Anguillara Sabazia e sfocia a Fiumicino nel mar Tirreno tra Maccarese e Fregene.
Il bacino misura 125 km² di superficie.

## Descrizione
Considerato emissario del lago di Bracciano, inizia il suo corso in corrispondenza del cosiddetto muro dell'Arrone, una piccola chiusa finalizzata a governare il deflusso dell'acqua del lago, allo scopo di regolare il livello e preservare la risorsa idrica del bacino. Il contributo lacustre alla portata del fiume è di fatto esiguo, e in alcuni mesi dell'anno, o per intere annate, del tutto nullo. Nell'alto bacino sono presenti le sorgenti dell'Acqua Claudia.
Dall'estremità sudorientale del lago, a quota 164 m s.l.m., il fiume si dirige da Nord Ovest a Sud Est per circa 3 km, poi si dirige a Sud per 12 km e quindi a Sud Ovest fino alla foce. In questo tratto confluisce il Rio Maggiore, affluente di destra. Subito a valle di questa confluenza il bacino dell'Arrone è attraversato dalla Strada Statale Aurelia.
Alla foce è presente un prezioso ambiente umido che, insieme a tutta l'area contigua coperta da macchia mediterranea detta Bosco Foce dell'Arrone, fa parte della Riserva naturale Litorale romano.

## Storia
Alla fine dell'ultima era glaciale, e con la deglaciazione l'Arrone si stima che probabilmente scorresse lungo le colline tra Focene e Fregene insieme ad altri torrenti e fiumi.
Il fiume viene citato in una bolla di Papa Leone IX del 1053 come confine di alcuni fondi agricoli.
L'Arrone per l'eccessiva antropizzazione che nell'ultimo secolo ha accresciuto il rischio di eventi alluvionali, ha più volte creato disastri rompendo gli argini.

## Cultura di massa
Sulle rive dell'Arrone è il titolo di una canzone di Daniele Silvestri, contenuta nell'album Il latitante, in cui si parla della prospettiva, raggiungibile dalle rive del fiume, con cui si riescono a vedere diversamente le cose.
All'Arrone accenna in tutt'altri termini lo spettacolo teatrale "Storie di scorie" di Ulderico Pesce, in cui si affronta il problema delle scorie nucleari, come quelle stoccate nel deposito nucleare alla Casaccia che avrebbero contaminato in passato anche il fiume, con danni incalcolabili all'ambiente.